# Ханси
Ханси (яп. 範士 ханси, букв. «опытный фехтовальщик», «муж, достойный подражания» — большой мастер в боевых искусствах) — ранг в системе рангов будо, разработанный организациями боевых искусств Дай Ниппон Бутокукай (яп. 大日本武徳会 дай ниппон бутокукай, «Общество воинской добродетели Великой Японии») (введена с июня 1901 года), Kokusai Budoin и Международной федерацией боевых искусств Европы — «Учитель учителей», мастер высокого уровня.
Ранг ханси присуждается будоке очень высокого уровня, освоившему все аспекты будо, которое он изучал, давно ведущему инструкторскую деятельность. В рамках одного стиля боевых искусств может быть несколько ханси.
Рангу ханси предшествуют ранги рэнси (яп. 錬士 рэнси, «закалённый воин», инструктор) и кёси (яп. 教士 кёси, «наставник воинов», старший инструктор).
Требования на титулы Киоши, Ренши и Ханши (JKF):
Ханши (範士): 8 дан в течение более чем 2 лет, мастер старше 60 лет. 

Выше чем ханси по иерархии рангов в будо находится только мэйдзин (яп. 名人 мэйдзин, «Великий мастер»).

## Известные ханси
- Кёити Иноуэ (Ёсинкан айкидо)
- Такаёси Нагаминэ (Сёрин-рю каратэ)
- Стив Арнейл (Кёкусинкай)